# Ramat Jochanan
Ramat Jochanan (hebrejsky רָמַת יוֹחָנָן, doslova "Jochananova výšina", anglicky Ramat Yohanan) je vesnice typu kibuc v Izraeli, v Haifském distriktu, v Oblastní radě Zevulun.

## Geografie
Leží v nadmořské výšce 51 metrů v úrodném Zevulunském údolí, poblíž Haifského zálivu cca 8 kilometrů od břehů Středozemního moře.
Vesnice se nachází cca 2 kilometry jihovýchodně od města Kirjat Ata, tedy na okraji aglomerace Haify, respektive konurbace satelitních měst zvaných Krajot. Leží cca 12 kilometrů východně od centra Haify a cca 85 kilometrů severoseverovýchodně od centra Tel Avivu. Ramat Jochanan je situován v hustě osídleném a zároveň zemědělsky intenzivně využívaném pásu. Kibuc obývají Židé, přičemž osídlení v tomto regionu je smíšené. Zatímco na západ ležící aglomerace Haify je převážně židovská, na východní straně začínají pahorky Dolní Galileji s výrazným podílem izraelských Arabů a Drúzů. 4 kilometry severovýchodně od Ramat Jochanan je to například arabské město Šfaram.
Ramat Jochanan je na dopravní síť napojen pomocí lokálních komunikací v rámci města Kirjat Ata. Východně od obce probíhá obloukem dálnice číslo 70, která vybíhá z Haify k severu, až do města Šlomi u libanonských hranic.

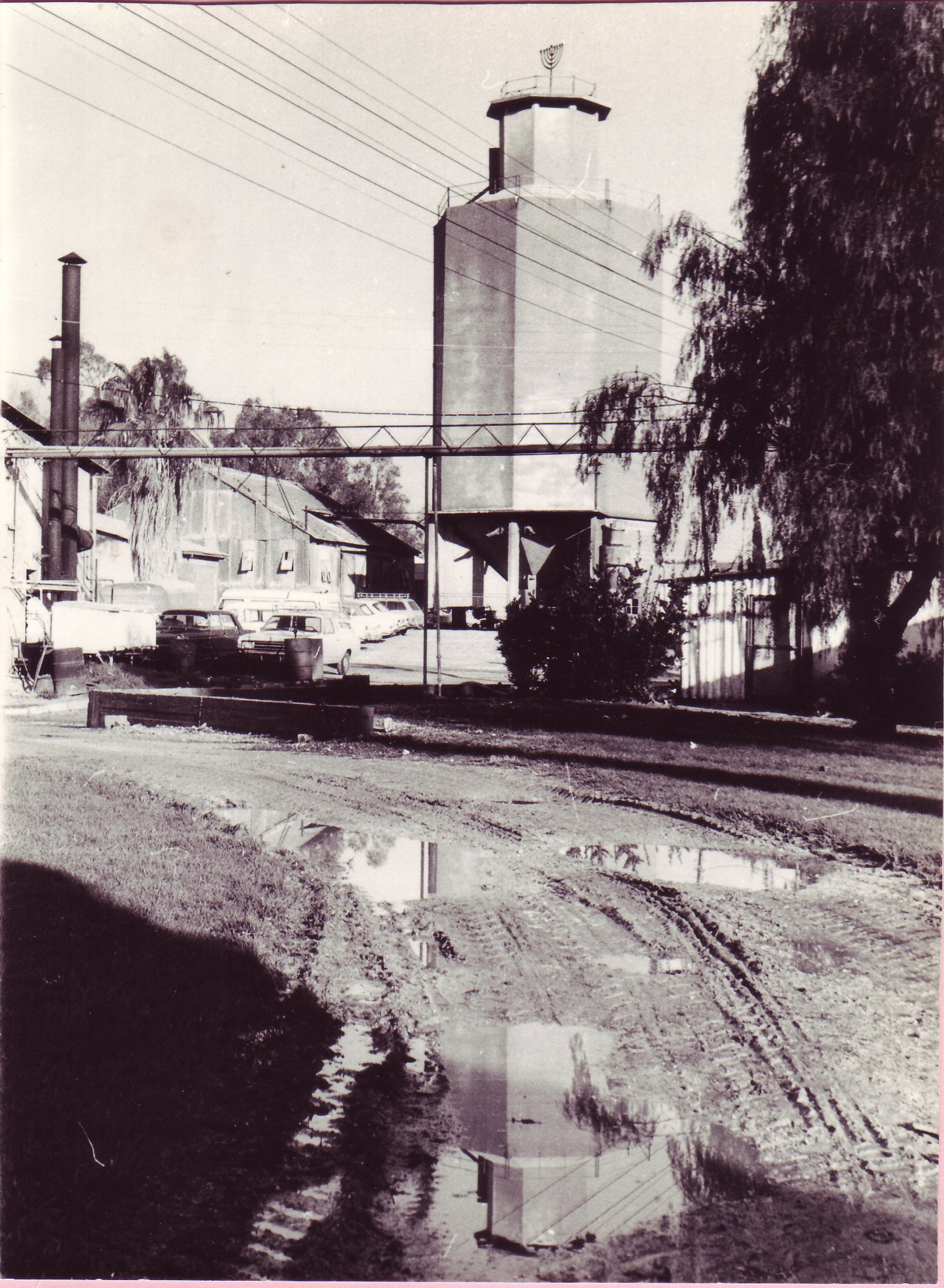
Obilné silo, fotografie z přelomu padesátých a šedesátých let 20. stol.

## Dějiny
Ramat Jochanan byl založen v roce 1932. Podle jiných pramenů už roku 1931. Vesnice je pojmenována po Janu Smutsovi, který jako předseda vlády Jihoafrické unie (nynější Jihoafrická republika) byl podporovatelem sionismu.
Zakladateli kibucu byla skupina absolventů zemědělského kurzu v Mikve Jisra'el, kteří od roku 1924 utvořili osadnické jádro pobývající dočasně v zemědělské osadě Metula u libanonských hranic. Zpočátku byla osada nazývána Ramat ha-Cafon (רמת הצפון). Roku 1940 kvůli rozkolu v politické struktuře kibucového hnutí došlo k rozkolu i mezi obyvateli Ramat Jochanan a část z nich odešla do kibucu Bejt Alfa, odkud zase část osadníků zamířila sem. Ve 40. letech 20. století prodělal v Ramat Jochanan vojenský výcvik Jicchak Rabin – pozdější náčelník generálního štábu a izraelský premiér.
Během války za nezávislost v roce 1948 probíhaly v okolí kibucu boje mezi židovskými silami a arabskými dobrovolnickými jednotkami Fauzího al-Kaukdžího. V dubnu 1948 se drúzská jednotka v rámci Kaukdžího armády pokusila neúspěšně o dobytí kibucu. Následně došlo k podpisu dohody o neútočení mezi Haganou a Drúzy. Drúzské jednotce při útoku na Ramat Jochanan velel Šahib Wahab. Bitva o kibuc trvala dva dny.
Roku 1949 měl kibuc Ramat Jochanan už 468 obyvatel a rozkládal se na ploše 2900 dunamů (2,9 kilometrů čtverečních).
Ekonomika kibucu je založena na zemědělství a průmyslu.

## Demografie
Obyvatelstvo kibucu Ramat Jochanan je většinově sekulární. Podle údajů z roku 2014 tvořili naprostou většinu obyvatel v kibucu Ramat Jochanan Židé (včetně statistické kategorie "ostatní", která zahrnuje nearabské obyvatele židovského původu ale bez formální příslušnosti k židovskému náboženství).
Jde o menší sídlo vesnického typu s dlouhodobě rostoucí populací. K 31. prosinci 2014 zde žilo 912 lidí. Během roku 2014 populace vzrostla o 3,1 %.
| Rok            | 1949 | 2001 | 2003 | 2004 | 2005 | 2006 | 2007 | 2008 | 2009 | 2010 | 2011 | 2012 | 2013 | 2014 |
| -------------- | ---- | ---- | ---- | ---- | ---- | ---- | ---- | ---- | ---- | ---- | ---- | ---- | ---- | ---- |
| Počet obyvatel | 468  | 675  | 717  | 721  | 735  | 751  | 770  | 792  | 798  | 806  | 841  | 870  | 885  | 912  |